# Bangor FC
Bangor FC (genannt The Seasiders) ist ein nordirischer Fußballverein aus Bangor (County Down), der in der NIFL Premiership, der höchsten Spielklasse Nordirlands, spielt. Der im Jahre 1918 gegründete Verein trägt seine Heimspiele im Clandeboye Park aus und führt die Farben Gelb und Königsblau.

## Geschichte

### Gründung
Die Gründung des Bangor FC geht eigentlich bereits auf das Jahr 1914 zurück, als erstmals die Idee zur Gründung eines weiteren Fußballvereins neben den in Bangor bis dahin maßgeblichen Vereinen Bangor Rangers und Clifton Amateurs – angeblich in einem Ruderboot in der Bucht von Bangor – gefasst wurde. Die genannten Vereine hatten mit Ausbruch des Ersten Weltkrieges ihren Spielbetrieb eingestellt. Obwohl es daraufhin zur Gründung eines direkten Vorgängervereins des Bangor FC gekommen war, wurde dieser im August 1918 wieder aufgelöst, da die Meinung vorherrschte, dass im Angesicht des Ausmaßes der Kriegsgräuel an der Westfront an Fußball nicht gedacht werden könne. Diese Auffassung wurde jedoch nicht von allen Mitgliedern geteilt, die daraufhin zur Tat schritten und wenig später den Verein von neuem gründeten.

### Zwischenkriegszeit
Nach Teilnahme am Amateurpokalbewerb (Intermediate Cup) in der ersten Saison seines Bestehens, die mit der Qualifikation zum Irish Cup gekrönt wurde, wurde Bangor FC mit der Saison 1919/20 schließlich zur Teilnahme an der Amateurliga (Intermediate League) zugelassen. Der erste zählbare Erfolg wurde jedoch erst mit dem Gewinn des Steels & Sons Cup 1923 eingefahren, nachdem man im Wiederholungsspiel des Finales den Woodburn FC, einen Verein aus Carrickfergus, mit 2:0 bezwingen konnte.
Der größte Erfolg der Zwischenkriegszeit gelang dem Bangor FC, der ab der Saison 1927/28 der Irish League angehörte, mit dem Erreichen des Finales des Irish Cup im Jahre 1938, in welchem sich schließlich aber Belfast Celtic mit einem 2:0 im Wiederholungsspiel gegen die Seasiders durchsetzen konnte.

### Zweiter Weltkrieg und Nachkriegszeit
Mit der auf den Ausbruch des Zweiten Weltkriegs folgenden Einstellung des Ligabetriebs im Jahre 1940 musste der Verein zwangsläufig wieder im Amateurlager antreten, feierte in dieser Zeit aber seine größten Erfolge, jedenfalls gemessen an der Anzahl an gewonnenen Titeln. Insgesamt errang Bangor zwischen 1940 und 1946 drei Titel im Intermediate Cup und gewann dazu zweimal den Steels & Sons Cup. Allerdings musste man sich 1946 im Finale des County Antrim Shields dem Distillery FC geschlagen geben.
Mit der Wiederaufnahme des regulären Ligabetriebs im Jahre 1947 wurde der Verein wieder in die Irish League aufgenommen. In der Saison 1948/1949 errang Bangor FC den fünften Platz in der Liga, war zuvor aber eine reelle Chance zugemessen worden, als erste Nicht-Belfaster Mannschaft überhaupt den Titel zu gewinnen. In den 1950er Jahren, die dem Verein eine finanzielle Krise nach der anderen bescherten, rutschten die Seasiders jedoch nach und nach in die Mittelmäßigkeit. Einziger Ausreißer nach oben war hier die Saison 1955/56, die man unter der Führung von Trainer Sammy Smyth als Tabellendritter der Irish League abschließen konnte. Der erste Titelgewinn im County-Antrim-Shield-Wettbewerb wurde wenig später vom Linfield FC vereitelt, da der Belfaster Verein im Finale des Jahres 1959 mit 3:1 die Oberhand behielt.

### 1960er bis 1980er Jahre
Die 1960er Jahre begannen für den Bangor FC, der im Jahrzehnt davor nach Umwandlung in eine haftungsbeschränkte Gesellschaft einer Auflösung aufgrund finanzieller Probleme gerade noch entgangen war, auch sportlich nicht eben verheißungsvoll. 1963 scheiterte man auch im dritten Anlauf im Finale des County Antrim Shields, in welchem man erneut dem Linfield FC, diesmal mit 0:4, unterlag. Der Traum vom Gewinn des County Antrim Shields, und damit dem ersten Titel in der höchsten Fußballklasse Nordirlands überhaupt, wurde erst in der Saison 1969/70 wahr. Am 22. Mai 1970 bezwang man im bereits vierten Wiederholungsspiel den Erzrivalen Ards FC schließlich mit 3:2. Dieser Erfolg fand wenige Monate später mit dem Titelgewinn im City Cup seine Fortsetzung, nach einem 4:3-Sieg im Finale gegen Derry City.
Der Triumph im County Antrim Shield wurde wenige Jahre später sogar noch einmal wiederholt. Im Finale am 13. Mai 1975 ging Bangor in einem hart umkämpften Spiel mit 2:1 gegen Glentoran verdient als Sieger hervor. Wie schon 1970 konnten die Seasiders im selben Jahr auch ihren Triumph im City Cup wiederholen, nachdem sie hier zuvor ungeschlagen ins Finale eingezogen waren. In einem äußerst spannenden Endspiel gegen Coleraine, das auch nach Verlängerung noch keinen Sieger gefunden hatte, sicherte man sich den Titel schließlich mit einem 3:1 im Elfmeterschießen.
Obwohl man in den folgenden Jahren in zwei Wettbewerben jeweils noch das Halbfinale erreichen konnte, warteten nun sportlich eher erfolglose Jahre auf Bangor, was nicht zuletzt auch an den sehr knapp bemessenen Mitteln gelegen haben soll, die dem Verein bis in die späten 1980er Jahre hinein zur Verfügung standen.
Erst mit der Saison 1988/89 stellten sich langsam wieder bessere Zeiten ein, als man unter Trainer John Flanagan die Spielzeit in der Irish League auf dem vierten Rang beenden konnte. Dieser unerwartete Erfolg, sowie die Tatsache, dass Bangor am 15. Mai 1989 mit einem 2:1-Sieg nach Verlängerung gegen Linfield zum dritten Mal den Antrim-Shield-Wettbewerb gewinnen konnte, verhalf John Flanagan schließlich auch zur Wahl zum „Trainer des Jahres“.

### Jüngere Geschichte – 1990 bis heute
Seinen bisher größten Erfolg in der Liga konnte der Klub schließlich in der Saison 1990/91 feiern, als er hinter Portadown Vizemeister wurde, was den Bangor FC wiederum zum ersten Mal überhaupt in einen europäischen Bewerb führte. Hier scheiterte man jedoch gleich in der ersten Runde des UEFA-Cups am tschechischen Verein Sigma Olmütz.
Den aber wohl größten Triumph in der bisherigen Klubgeschichte verbuchte man im Jahre 1993, als man im zweiten Wiederholungsspiel den nationalen Pokalwettbewerb (Irish Cup) mit 1:0 (n. V.) gegen den Erzrivalen Ards gewann. Das einzige Tor in diesem denkwürdigen Spiel fiel in der letzten Minute der Verlängerung, was wiederum ein drohendes drittes Wiederholungsspiel des Pokalfinales gerade noch abwendete. Der Torschütze Paul Byrne wurde kurz darauf von Celtic Glasgow verpflichtet. Nur ein Jahr später konnte Bangor FC zwar abermals das Pokalfinale erreichen, scheiterte aber mit 0:2 an Linfield.
Diesen sportlichen Höhenflügen folgten wiederum magere Zeiten, welche die Seasiders schließlich als Absteiger der Saison 1995/96 in die Zweitklassigkeit führten und nur noch durch Siege im Intermediate League Cup sowie im Steels & Sons Cup im Jahre 2005 noch einigermaßen aufgehellt wurden. In der Folge geriet der Verein zusehends auch in finanzielle Schwierigkeiten, die sich im Jahre 2007 schließlich derart zuspitzten, dass man die Zahlungsunfähigkeit nur noch durch Grundstücksverkäufe abwenden konnte.
Der Bangor FC konnte sich im Mai 2008 zur Teilnahme an der neu strukturierten IFA Premiership qualifizieren, obwohl der Verein die Saison 2007/08 lediglich als Tabellendritter der First Division (nunmehr IFA Championship) abschließen konnte und damit eigentlich nicht zum Aufstieg in die höchste Spielklasse berechtigt gewesen wäre.
Obwohl Bangor damit erstmals seit dem Abstieg aus der Premier League im Jahre 1996 wieder erstklassig war, verkündete der Verein am 1. Februar 2009 als Konsequenz der finanziellen Schieflage, die sich aufgrund der ausbleibenden Zuschauer noch verstärkt hatte, auf die Verlängerung der Spiellizenz für die Premiership zu verzichten und ab der Saison 2009/10 wieder in der zweithöchsten Spielklasse antreten zu wollen. Daraufhin zog auch Marty Quinn, der erst im Jahr zuvor als Trainingsleiter gewonnen werden konnte, die Reißleine und verließ den Verein mit sofortiger Wirkung in Richtung Glenavon FC. Als Nachfolger Quinns wurde Colin McCurdy verpflichtet, der bereits im März 1997 kurzzeitig den Posten als Interimstrainer von Bangor übernommen hatte.
Letztlich bescherte der freiwillige Verzicht Bangors dem als Tabellenletzten sportlich bereits abgestiegenen Ligakonkurrenten Dungannon Swifts am Saisonende noch den Klassenerhalt, nachdem der Verband entschieden hatte, dass die Swifts anstelle von Bangor in der Relegation gegen den Donegal Celtic FC als Zweitplatzierter der IFA Championship antreten durften, wo Donegal Celtic trotz eingelegten Protests schließlich den Kürzeren zog.

## Stadion
Die Heimstätte des Bangor FC ist seit den 1920er Jahren der Clandeboye Park an der Clandeboye Road in Bangor, der etwa 2.000 Zuschauern Platz bietet. Das Stadion ist zwar als Mehrzwecksportstätte konzipiert, wird aber überwiegend für die Austragung von Fußballspielen genutzt. Der Clandeboye Park diente vorübergehend auch dem Erzrivalen Ards FC als Heimstadion, nachdem dieser 1998 wegen finanzieller Probleme gezwungen gewesen war, das eigene Stadion zu verkaufen.

## Erfolge
- Irish Cup: 1
  - 1992/93
- Ligapokal: 1
  - 1992/93
- City Cup: 2
  - 1970/71, 1976/77
- Ulster Cup: 2
  - 1991/92, 1994/95
- County Antrim Shield: 3
  - 1969/70, 1974/75, 1988/89
- Mid-Ulster Cup: 1
  - 1995/96
- IFA Intermediate Cup: 3
  - 1940/41, 1942/43, 1943/44
- Intermediate League Cup: 1
  - 2004/05
- Steel & Sons Cup: 5
  - 1923/24, 1940/41, 1945/46, 1994/95, 2004/05

### Europapokalbilanz
| Saison  | Wettbewerb                  | Runde         | Gegner              | Gesamt | Hin     | Rück    |
| ------- | --------------------------- | ------------- | ------------------- | ------ | ------- | ------- |
| 1991/92 | UEFA-Pokal                  | 1. Runde      | Sigma Olmütz        | 0:6    | 0:3 (H) | 0:3 (A) |
| 1993/94 | Europapokal der Pokalsieger | Qualifikation | APOEL Nikosia       | 2:3    | 1:1 (H) | 1:2 (A) |
| 1994/95 | Europapokal der Pokalsieger | Qualifikation | 1. FC Tatran Prešov | 0:5    | 0:1 (H) | 0:4 (A) |

Gesamtbilanz: 6 Spiele, 1 Unentschieden, 5 Niederlagen, 2:14 Tore (Tordifferenz −12)